# Estrellas fijas

Las estrellas fijas en la representación del sistema solar de Tycho Brahe.

Las estrellas fijas (del latín stellae fixae) son objetos celestes que no parecen moverse con respecto a las otras estrellas del cielo nocturno. Una estrella fija es por ende cualquier estrella excepto el Sol. Una nebulosa u otro objeto con forma de estrella también puede llamarse estrella fija. En diversas culturas se ha imaginado que las estrellas constituyen imágenes en el cielo llamadas constelaciones. En la antigua astronomía griega se creía que las estrellas coexistían en una Esfera celeste o firmamento, que giraba a diario en torno a la Tierra.

## Origen del nombre
La frase se originó en la Época Clásica, cuando los astrónomos y filósofos naturales dividieron las luces celestes en dos grupos. Uno contenía las estrellas fijas, que parecían salir y ponerse sin cambiar de disposición con el tiempo. El otro comprendía los planetas a simple vista, a los que llamaban estrellas errantes. (Al Sol y la Luna también se los llamaba planetas en ocasiones). Los planetas parecían moverse y cambiar su posición en cortos periodos de tiempo (semanas o meses), y parecían moverse entre las bandas de estrellas llamada zodíaco. También pueden distinguirse de las estrellas fijas porque estas tienden a centellear, mientras que aquellos parecen brillar con una luz estable.
El catálogo de estrellas compendiado por Claudio Ptolomeo en el siglo II d. C. comprende 1022 estrellas fijas visibles desde Alejandría. Este se convirtió en el número estándar de estrellas de la cultura occidental durante miles de años. El número de estrellas visibles a simple vista es de cerca de 6.000; solo alrededor de la mitad son visibles en un momento específico de la noche y en un punto concreto de la Tierra. Todas se encuentran en la Vía Láctea y se encuentran a diferentes distancias de la Tierra. La mayoría solo puede detectarse con telescopios o infiriendo indirectamente su existencia, pues o son muy pálidas o están cubiertas por gas interestelar, polvo u otras estrellas más cercanas.

## Las estrellas son fijasono son fijas
Las estrellas fijas tienen paralaje, que es un cambio en la posición aparente causado por el movimiento orbital de la Tierra, el cual sólo fue observado en tiempos modernos. Se puede utilizar para medir las distancias entre estrellas cercanas. Este movimiento es tan solo aparente.
Sin embargo, las estrellas fijas exhiben movimiento real, el cual puede entenderse dentro del movimiento de la galaxia a la que la estrella pertenece, en parte debido a su rotación, y en parte al movimiento propio a la estrella.
El movimiento real de la estrella se divide en movimiento radial y  propio, siendo el segundo el componente a lo largo de la línea de visión. En 1718 Edmund Halley enunció su descubrimiento de que las estrellas fijas tenían en realidad movimiento propio. Las culturas antiguas no lo habían inferido porque requiere de mediciones precisas durante largos periodos. De hecho, el cielo nocturno de hoy se parece mucho a como lo hacía miles de años atrás, tanto que algunas de las constelaciones modernas ya habían sido bautizadas por los babilónicos.
El movimiento propio puede determinarse midiendo la posición de una estrella relativa a un conjunto seleccionado y limitado de objetos muy distantes que no exhiban movimiento mutuo, que por su distancia, puede asumirse que tienen muy poco movimiento propio. También puede hacerse de otro modo, comparando fotografías de una estrella en diferentes momentos con respecto a un gran fondo de objetos más distantes. La estrella con el mayor movimiento propio conocido es la Barnard.
La frase estrella fija es técnicamente incorrecta, pero aun así se usa en contextos históricos, y en la mecánica clásica.

## Las estrellas fijas en la mecánica clásica
En tiempos de Newton las estrellas fijas se presentaron como un sistema de referencia supuesto relativo al espacio absoluto. En otros sistemas de referencia al menos con respecto a las estrellas fijas o en traslación uniforme relativa a estas estrellas, las Leyes de Newton se suponían válidas. En cambio, en sistemas acelerados respecto a las estrellas fijas, y en particular en los de rotación relativa respecto a estas, estas no eran válidas en su acepción más simple. Debían adicionárseles fuerzas ficticias como la centrífuga y el efecto Coriolis. 
Tal y como sabemos ahora, las estrellas fijas no están fijas. El concepto de sistemas de referencia inerciales no está ya vinculado a las estrellas fijas o el espacio absoluto. Por el contrario, la identificación de un sistema inercial se basa en la simplicidad de las leyes físicas en el sistema, en particular, la ausencia de fuerzas ficticias.